# الدوري البلغاري الممتاز 1977-78
الدوري البلغاري الممتاز 1977-78 (بالبلغارية: „А“ група 1977/78)‏ هو الموسم 54 من الدوري البلغاري الممتاز. أشرف على تنظيمه اتحاد بلغاريا لكرة القدم، وكان عدد الأندية المشاركة فيه 16، وفاز فيه نادي لوكوموتيف صوفيا.